# 足寄町

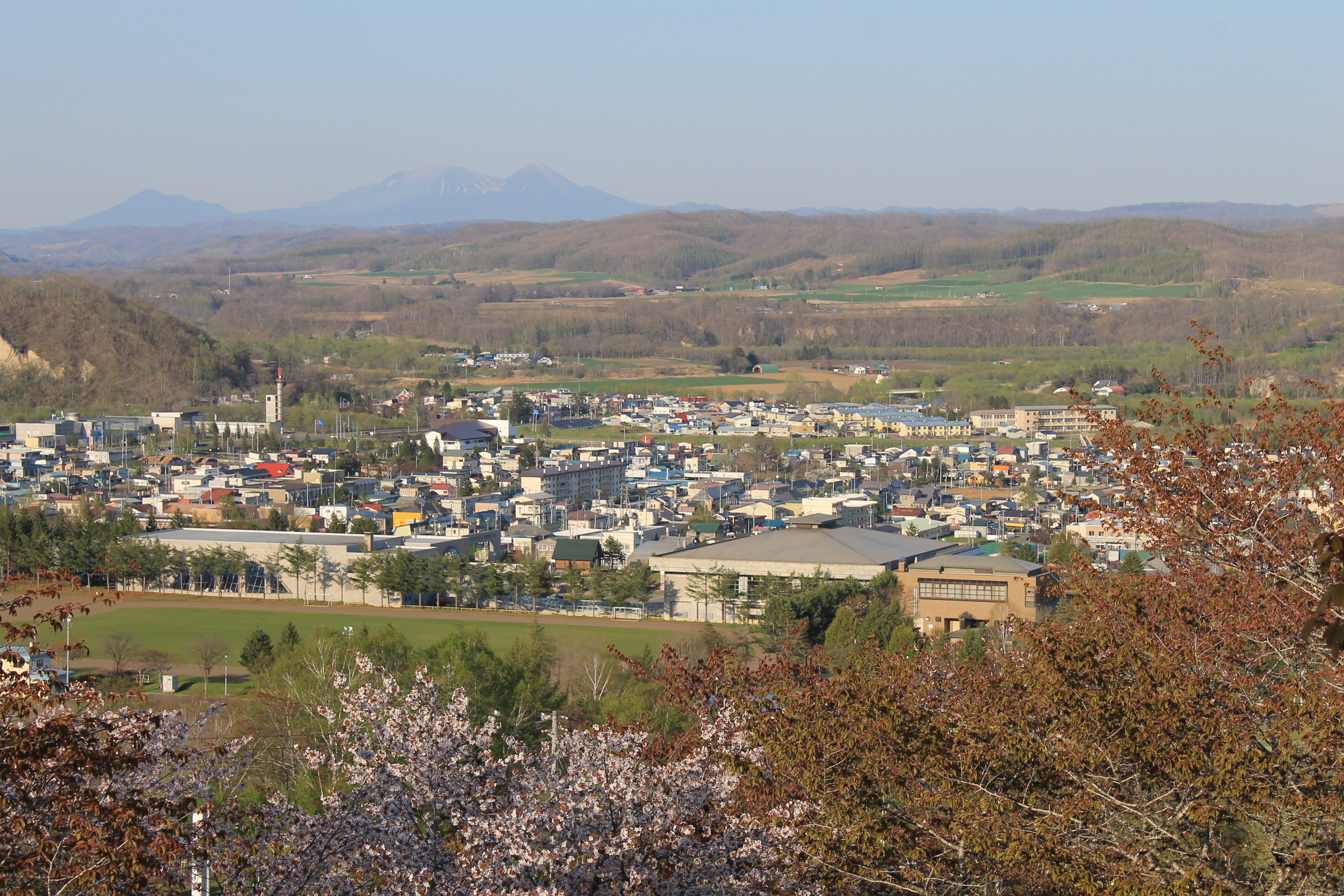
足寄町

足寄町（あしょろちょう）は、北海道十勝総合振興局管内の足寄郡にある町。
約1,400 km2の面積を持ち、町としては日本一広く、ロシア連邦が実効支配している北方領土の択捉郡留別村を除けば市町村全体でも道内2番目、全国でも6番目の広さを誇り、2005年（平成17年）2月に岐阜県高山市が周辺市町村を編入するまでは、日本最大であった。

## 町名の由来
アイヌ語の「エソロペッ」（沿って下る・川）に由来する。かつて、釧路方面から阿寒を超え、現在の足寄川に沿って十勝・北見へ出たことによる。

## 地理
十勝総合振興局北東部に位置する。北の陸別町から流れ来る利別川中流域と、その支流である足寄川、美里別川流域をほぼその町域とし、日本の町村で最も広い面積を誇る。北西部は石狩山地の山々が、東縁には雌阿寒岳があり標高が高くなっている。中央南部は利別川河谷に沿って平地があり、ここに中心市街がある。
- 山 : 雌阿寒岳（1,499 m）、阿寒富士（1,476 m）、フップシ岳（1,225m）、イユダニヌプリ山（902m）、伊由谷岳（898m）、ウコタキヌプリ（747 m）、西クマネシリ岳（1,635 m）、ピリベツ岳（1,602 m）、クマネシリ岳 （1,585 m）、南クマネシリ岳（1,560 m）、タウシュベツ山（1,185m）、東三国山（1,230 m）、北稜岳（1,256 m）、喜登牛山（1,312 m）
- 河川：利別川、足寄川、美里別川
- 湖沼：活込貯水池（足寄湖）、下足寄湖、オンネトー

## 気候
ケッペンの気候区分によると、足寄町は湿潤大陸性気候に属する。寒暖の差が大きく気温の年較差、日較差が大きい顕著な大陸性気候である。降雪量が多く、豪雪地帯に指定されている。冬季は-25℃前後の気温が観測されることが珍しくなく、寒さが厳しい。
| 足寄（1991年 - 2020年）の気候      | 足寄（1991年 - 2020年）の気候 | 足寄（1991年 - 2020年）の気候 | 足寄（1991年 - 2020年）の気候 | 足寄（1991年 - 2020年）の気候 | 足寄（1991年 - 2020年）の気候 | 足寄（1991年 - 2020年）の気候 | 足寄（1991年 - 2020年）の気候 | 足寄（1991年 - 2020年）の気候 | 足寄（1991年 - 2020年）の気候 | 足寄（1991年 - 2020年）の気候 | 足寄（1991年 - 2020年）の気候 | 足寄（1991年 - 2020年）の気候 | 足寄（1991年 - 2020年）の気候 |
| 月                                 | 1月                           | 2月                           | 3月                           | 4月                           | 5月                           | 6月                           | 7月                           | 8月                           | 9月                           | 10月                          | 11月                          | 12月                          | 年                            |
| ---------------------------------- | ----------------------------- | ----------------------------- | ----------------------------- | ----------------------------- | ----------------------------- | ----------------------------- | ----------------------------- | ----------------------------- | ----------------------------- | ----------------------------- | ----------------------------- | ----------------------------- | ----------------------------- |
| 最高気温記録 °C （°F）             | 7.3 (45.1)                    | 13.8 (56.8)                   | 19.2 (66.6)                   | 30.0 (86)                     | 38.8 (101.8)                  | 37.1 (98.8)                   | 38.2 (100.8)                  | 36.6 (97.9)                   | 34.4 (93.9)                   | 30.1 (86.2)                   | 21.4 (70.5)                   | 13.9 (57)                     | 38.8 (101.8)                  |
| 平均最高気温 °C （°F）             | −1.4 (29.5)                   | −0.1 (31.8)                   | 4.6 (40.3)                    | 11.9 (53.4)                   | 18.2 (64.8)                   | 21.7 (71.1)                   | 24.7 (76.5)                   | 25.6 (78.1)                   | 22.0 (71.6)                   | 15.9 (60.6)                   | 8.2 (46.8)                    | 0.8 (33.4)                    | 12.7 (54.9)                   |
| 日平均気温 °C （°F）               | −9.1 (15.6)                   | −7.5 (18.5)                   | −1.4 (29.5)                   | 5.2 (41.4)                    | 11.2 (52.2)                   | 15.3 (59.5)                   | 19.1 (66.4)                   | 20.1 (68.2)                   | 16.0 (60.8)                   | 9.1 (48.4)                    | 2.0 (35.6)                    | −5.9 (21.4)                   | 6.2 (43.2)                    |
| 平均最低気温 °C （°F）             | −16.3 (2.7)                   | −15.2 (4.6)                   | −7.5 (18.5)                   | −1.1 (30)                     | 4.8 (40.6)                    | 10.2 (50.4)                   | 14.8 (58.6)                   | 16.0 (60.8)                   | 11.1 (52)                     | 3.2 (37.8)                    | −3.6 (25.5)                   | −12.2 (10)                    | 0.4 (32.7)                    |
| 最低気温記録 °C （°F）             | −29.4 (−20.9)                 | −29.0 (−20.2)                 | −21.9 (−7.4)                  | −13.3 (8.1)                   | −5.4 (22.3)                   | −0.6 (30.9)                   | 5.1 (41.2)                    | 5.7 (42.3)                    | −1.0 (30.2)                   | −7.3 (18.9)                   | −17.2 (1)                     | −24.4 (−11.9)                 | −29.4 (−20.9)                 |
| 降水量 mm （inch）                 | 26.2 (1.031)                  | 17.7 (0.697)                  | 32.3 (1.272)                  | 55.8 (2.197)                  | 83.8 (3.299)                  | 72.4 (2.85)                   | 114.0 (4.488)                 | 147.3 (5.799)                 | 124.5 (4.902)                 | 79.6 (3.134)                  | 44.0 (1.732)                  | 36.0 (1.417)                  | 833.5 (32.815)                |
| 平均降水日数 （≥1.0 mm）           | 5.1                           | 4.3                           | 6.1                           | 8.1                           | 10.1                          | 9.5                           | 10.4                          | 11.4                          | 10.6                          | 8.8                           | 7.3                           | 6.6                           | 98.3                          |
| 平均月間日照時間                   | 181.8                         | 173.1                         | 203.4                         | 183.1                         | 176.4                         | 146.9                         | 123.8                         | 127.0                         | 144.2                         | 167.4                         | 161.9                         | 164.9                         | 1,953.9                       |
| 出典1：Japan Meteorological Agency |                               |                               |                               |                               |                               |                               |                               |                               |                               |                               |                               |                               |                               |
| 出典2：気象庁                      |                               |                               |                               |                               |                               |                               |                               |                               |                               |                               |                               |                               |                               |

## 歴史

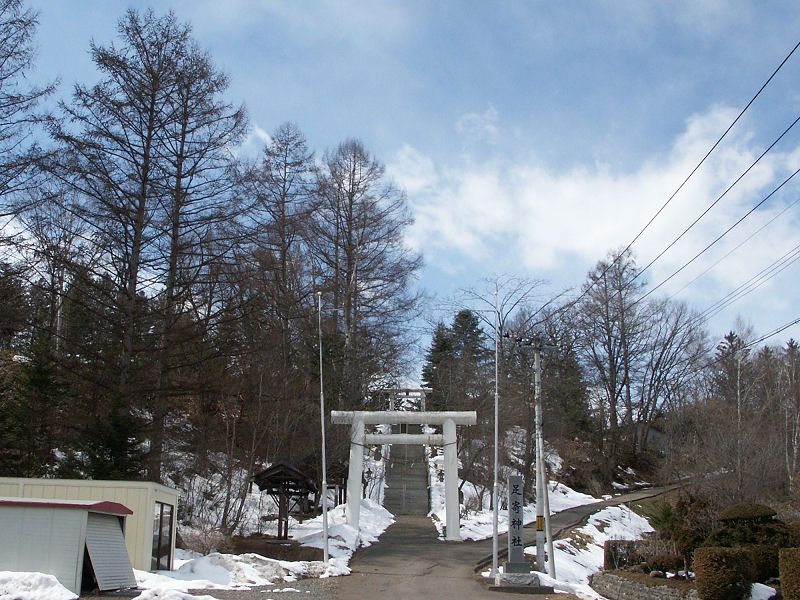
足寄神社

かつて、利別川左岸の足寄郡足寄村は釧路国に帰属していたが、交通が不便だったため、1948年（昭和23年）、十勝国に帰属先が変更された（利別川右岸の中川郡西足寄町は十勝国に属していた）。中心市街地の利別川両岸を結ぶ両国橋の名は、旧十勝国と旧釧路国を結ぶ橋に由来する。
- 1955年（昭和30年）4月1日 中川郡西足寄町、足寄郡足寄村を合わせて足寄町を設置。
  - 足寄町役場は両町村の結節点である両国橋近辺の現所在地（北1条4丁目）に設置された。
  - 足寄町役場の現所在地は、中川郡西足寄町の町域の中心市街地からやや外れているが（中川郡西足寄町役場は、現・南5条2丁目にあった）、足寄郡足寄村側からの便宜を考慮して（足寄郡足寄村役場は、現・旭町3丁目にあった）、現在地が選ばれた。
- 1978年（昭和53年） - 1982年（昭和57年） 町内の大字、字を再編。
  - 足寄村 → 中足寄、上足寄本町、茂足寄、新町、稲牛、螺湾、上螺湾、螺湾本町（以上1978年）、下愛冠（1980年）、旭町、愛冠、上利別、上利別本町、大誉地（以上1981年）
  - 螺湾村 → 螺湾、上螺湾、螺湾本町、上足寄、茂足寄（以上1978年）
  - 足寄太 → 共栄町、平和、稲牛（以上1978年）、美盛、常盤、西町、郊南、里美が丘（以上1980年）、栄町、南1条 - 南7条、北1条 - 北6条（以上1981年）
  - 大誉地 → 大誉地、大誉地本町（1981年）
  - ビリベツ → 芽登、中矢（1981年）
  - 上利別 → 上利別、鷲府、白糸、大誉地、大誉地本町（1981年）
  - 芽登 → 芽登、芽登本町、中矢、喜登牛（1982年）

### 旧足寄村
- 1879年（明治12年） 細川繁太郎、エン夫妻が中足寄に定住。
- 1908年（明治41年） 足寄外3村戸長役場が足寄村に置かれる。
- 1914年（大正3年） 雌阿寒温泉の開湯。
- 1919年（大正8年） 淕別村、利別村を分離し、足寄外1村戸長役場が置かれる。
- 1923年（大正12年） 足寄村、螺湾（らわん）村が合併し、二級町村制施行。

### 西足寄町
- 1900年（明治33年） 足寄太地区に13戸が入植する。
- 1921年（大正10年） 本別村（現本別町）から分村、中川郡西足寄村となる。足寄太、稲牛、斗満（とまむ）、大誉地、芽登、ビリベツ、上利別の7字を編成。
- 1950年（昭和25年） 町制施行、西足寄町となる。
- 1951年（昭和26年） 字・斗満の一部を陸別町へ編入。

## 経済

### 産業
農林業
畜産は牛の飼育が中心。飼育頭数では肉用牛が多いが、生産額では乳用牛が上回る。かつては馬産も盛んだった。畑作はテンサイと小麦が中心で、バレイショ、インゲンなども生産される。広い町域の8割を山林が覆うため林業も盛ん。
農業はラワンブキの生産が盛ん。

### 立地企業
- 株式会社三英TTF事業所
- 電源開発株式会社 足寄発電所
- 電源開発株式会社 芽登第1発電所
- 電源開発株式会社 芽登第2発電所
- 日農機製工株式会社
- 株式会社キュウホー
- 株式会社北海道ちぬやファーム

### 組合
- 足寄町農業協同組合（JAあしょろ）
- 足寄町森林組合
- 北海道農業共済組合（NOSAI北海道）十勝北部支所・十勝北部家畜診療所
- とかちペレット協同組合

### 金融機関
- 帯広信用金庫足寄支店
- 北海道銀行足寄支店

## 郵便
郵便局

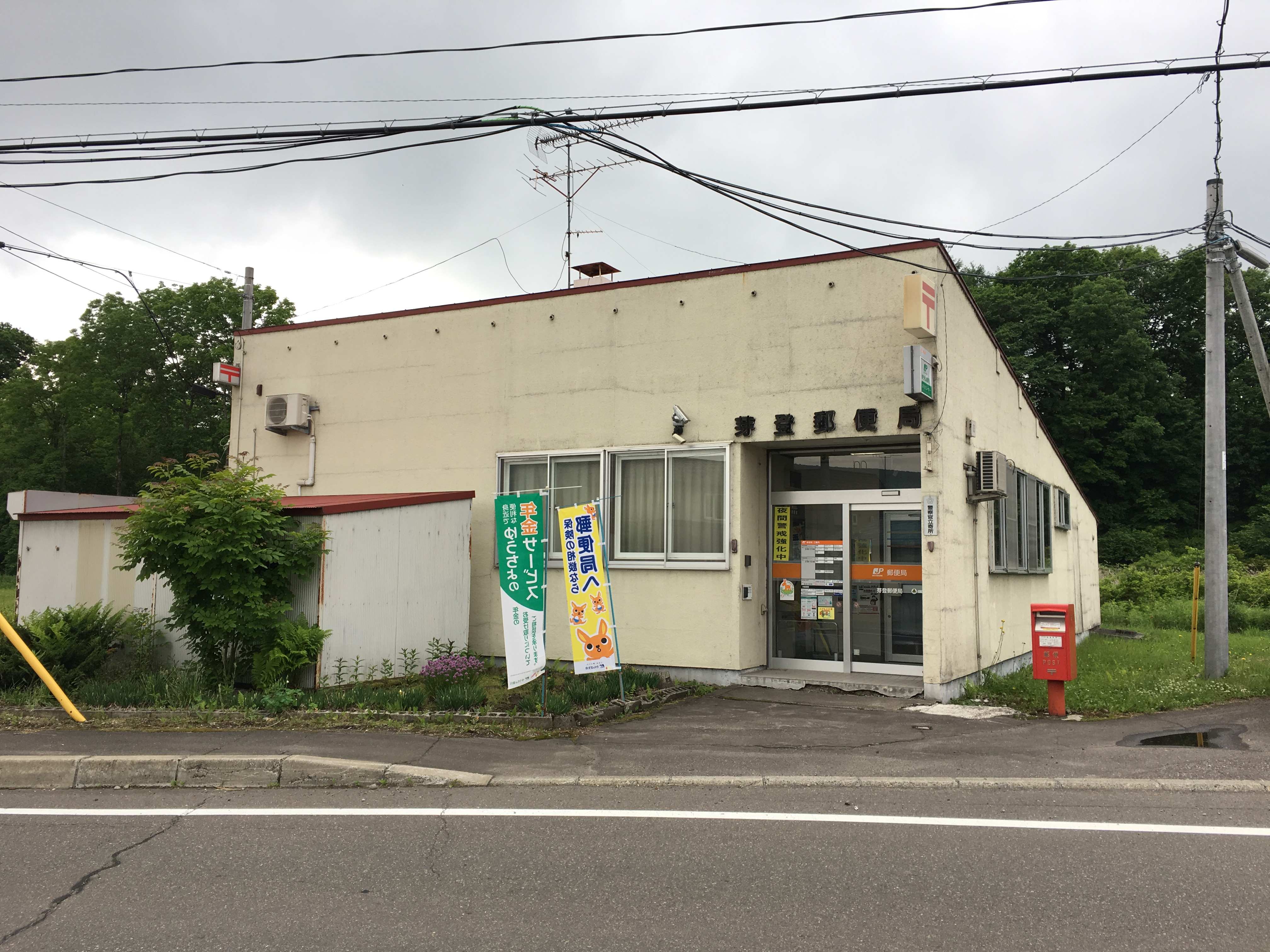
足寄郵便局（集配局）
- 大誉地郵便局（集配局）
- 螺湾郵便局（集配局）
- 上利別郵便局
- 芽登郵便局
- 足寄本通簡易郵便局
- 中足寄簡易郵便局
- 上足寄簡易郵便局
- 下愛冠簡易郵便局

- 芽登郵便局

## 宅配便
- ヤマト運輸：道東主管支店

十勝足寄センター
- 佐川急便：本別営業所（本別町）

## 官公署
国の機関
- 農林水産省
  - 林野庁北海道森林管理局十勝東部森林管理署
- 国土交通省
  - 北海道開発局帯広開発建設部足寄道路事務所
- 防衛省
  - 陸上自衛隊第5旅団足寄分屯地

道の機関
- 帯広建設管理部足寄出張所
- 十勝総合振興局森林室足寄事務所
- 北海道立足寄少年自然の家

## 公共機関

### 警察
- 本別警察署足寄交番

### 消防
- とかち広域消防事務組合足寄消防署

## 姉妹都市・提携都市

### 海外
- 姉妹都市
  -  ウェタスキウィン市（カナダ、アルバータ州） en:Wetaskiwin, Alberta

## 地域

### 人口
| |                                        |  |
| 足寄町と全国の年齢別人口分布（2005年） | 足寄町の年齢・男女別人口分布（2005年） |  |
| ■紫色 ― 足寄町 ■緑色 ― 日本全国 | ■青色 ― 男性 ■赤色 ― 女性              |  |
| 足寄町（に相当する地域）の人口の推移 \| 1970年（昭和45年） \| 15,172人 \| \| \| 1975年（昭和50年） \| 13,525人 \| \| \| 1980年（昭和55年） \| 12,667人 \| \| \| 1985年（昭和60年） \| 11,586人 \| \| \| 1990年（平成2年） \| 10,289人 \| \| \| 1995年（平成7年） \| 9,522人 \| \| \| 2000年（平成12年） \| 8,871人 \| \| \| 2005年（平成17年） \| 8,317人 \| \| \| 2010年（平成22年） \| 7,640人 \| \| \| 2015年（平成27年） \| 6,990人 \| \| \| 2020年（令和2年） \| 6,563人 \| \| |                                        |  |
| 総務省統計局 国勢調査より |                                        |  |
| 1970年（昭和45年） | 15,172人                               |  |
| 1975年（昭和50年） | 13,525人                               |  |
| 1980年（昭和55年） | 12,667人                               |  |
| 1985年（昭和60年） | 11,586人                               |  |
| 1990年（平成2年） | 10,289人                               |  |
| 1995年（平成7年） | 9,522人                                |  |
| 2000年（平成12年） | 8,871人                                |  |
| 2005年（平成17年） | 8,317人                                |  |
| 2010年（平成22年） | 7,640人                                |  |
| 2015年（平成27年） | 6,990人                                |  |
| 2020年（令和2年） | 6,563人                                |  |

### 教育

#### 大学
- 九州大学（農学部附属演習林北海道演習林）

#### 高等学校
- 北海道足寄高等学校（道立）

#### 中学校
- 足寄

#### 小学校
- 足寄、大誉地（およち）、芽登（めとう）、螺湾（らわん）

## 隣接している自治体
- 十勝総合振興局：本別町、陸別町、上士幌町
- 釧路総合振興局：釧路市、白糠町
- オホーツク総合振興局：置戸町、津別町

## 交通

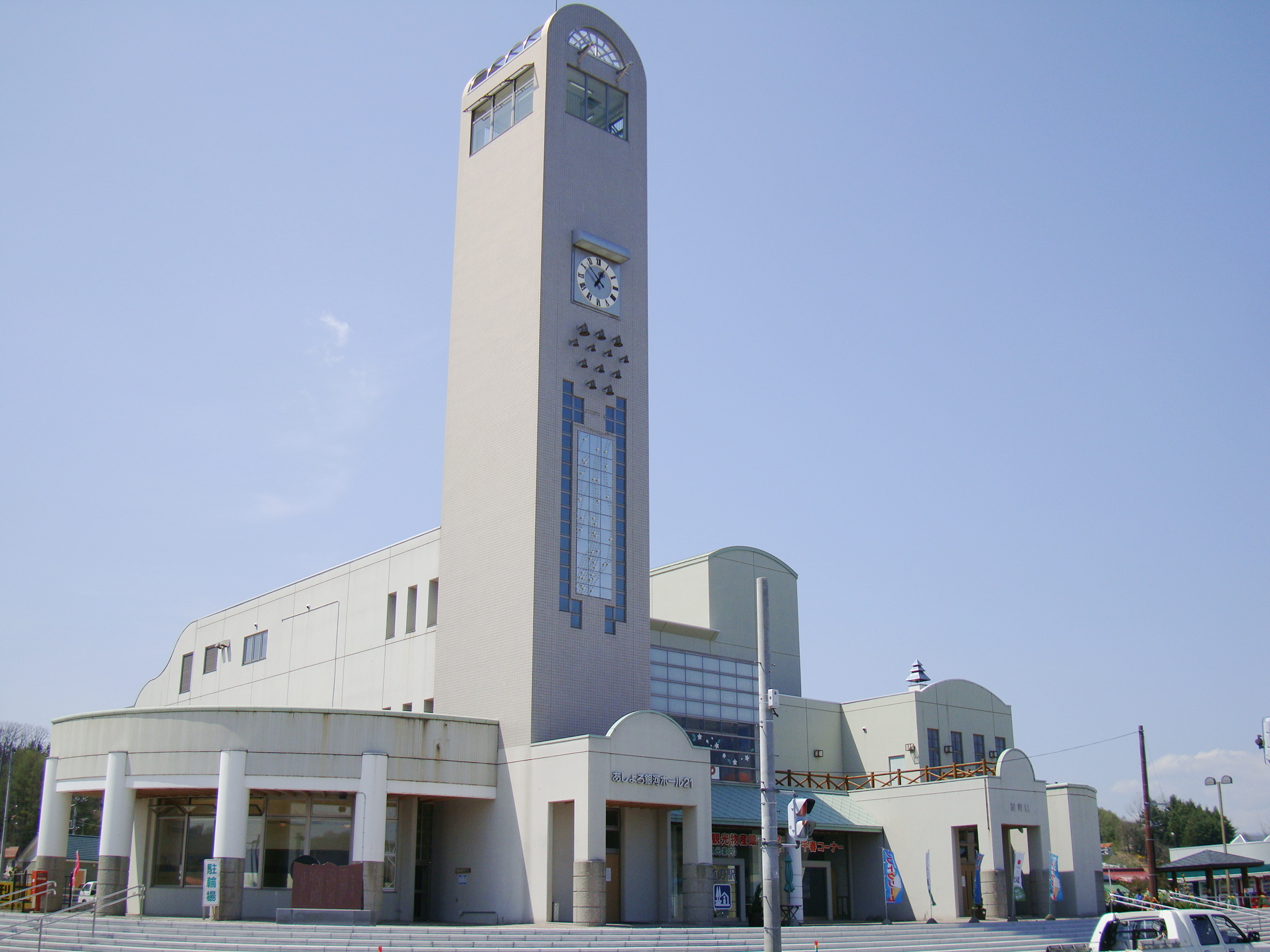
道の駅あしょろ銀河ホール21（旧足寄駅）

### 空港
町内に空港はない。最寄りの空港は釧路空港（釧路市）
- 足寄ヘリポート （2014年4月3日 廃止）

### 鉄道
町内に鉄道路線は通っていない。鉄道を利用する場合の最寄り駅は、JR北海道根室本線池田駅。

#### 廃止された鉄道
北海道ちほく高原鉄道
- ふるさと銀河線（2006年4月21日廃止）：足寄駅 - 愛冠駅 - 西一線駅 - 塩幌駅 - 上利別駅 - 笹森駅 - 大誉地駅

### バス
- 十勝バス（足寄案内所を設置[7]） - 本別町・池田町・幕別町・帯広市方面、陸別町方面（ふるさと銀河線代替路線）
- 網走観光交通 - 阿寒湖温泉方面「まりもエクスプレス帯広号」[8]
- 足寄町コミュニティバス「あしバス」 - 市街地循環線[9]

### 道路
- 高速道路
  - 道東自動車道 足寄IC

なお、本別JCTがハーフジャンクションであるため、白糠・釧路市方面と足寄町との行き来には、隣接する本別町に設置されている本別ICを利用する必要がある。
- バイパス
  - なし
- 一般国道
  - 国道241号
  - 国道242号
  - 国道274号（重用区間のみ）
- 都道府県道
  - 北海道道88号本別留辺蘂線
  - 北海道道143号北見白糠線
  - 北海道道468号清水谷足寄線
  - 北海道道621号足寄原野上利別停車場線
  - 北海道道663号植坂足寄停車場線
  - 北海道道664号モアショロ原野螺湾足寄停車場線
  - 北海道道772号上斗満大誉地線
  - 北海道道949号オンネトー線
- 道の駅
  - あしょろ銀河ホール21

## 名所・旧跡・観光スポット・祭事・催事

### 文化財

#### 天然記念物
- オンネトー湯の滝マンガン酸化物生成地[10]
- 足寄動物群束柱類化石　アショロア骨格  [11]
- 足寄動物群束柱類化石　ベヘモトプス骨格[12]

#### 町の文化財
- 足寄石灰華半ドーム - 「シオワッカ」

### 観光
- 道の駅あしょろ銀河ホール21
- 足寄動物化石博物館
- 里見が丘公園
- オンネトー : 北海道三大秘湖の一つ
- 足寄カマンベールチーズ工場
- 雌阿寒温泉（国民保養温泉地）
- 芽登温泉

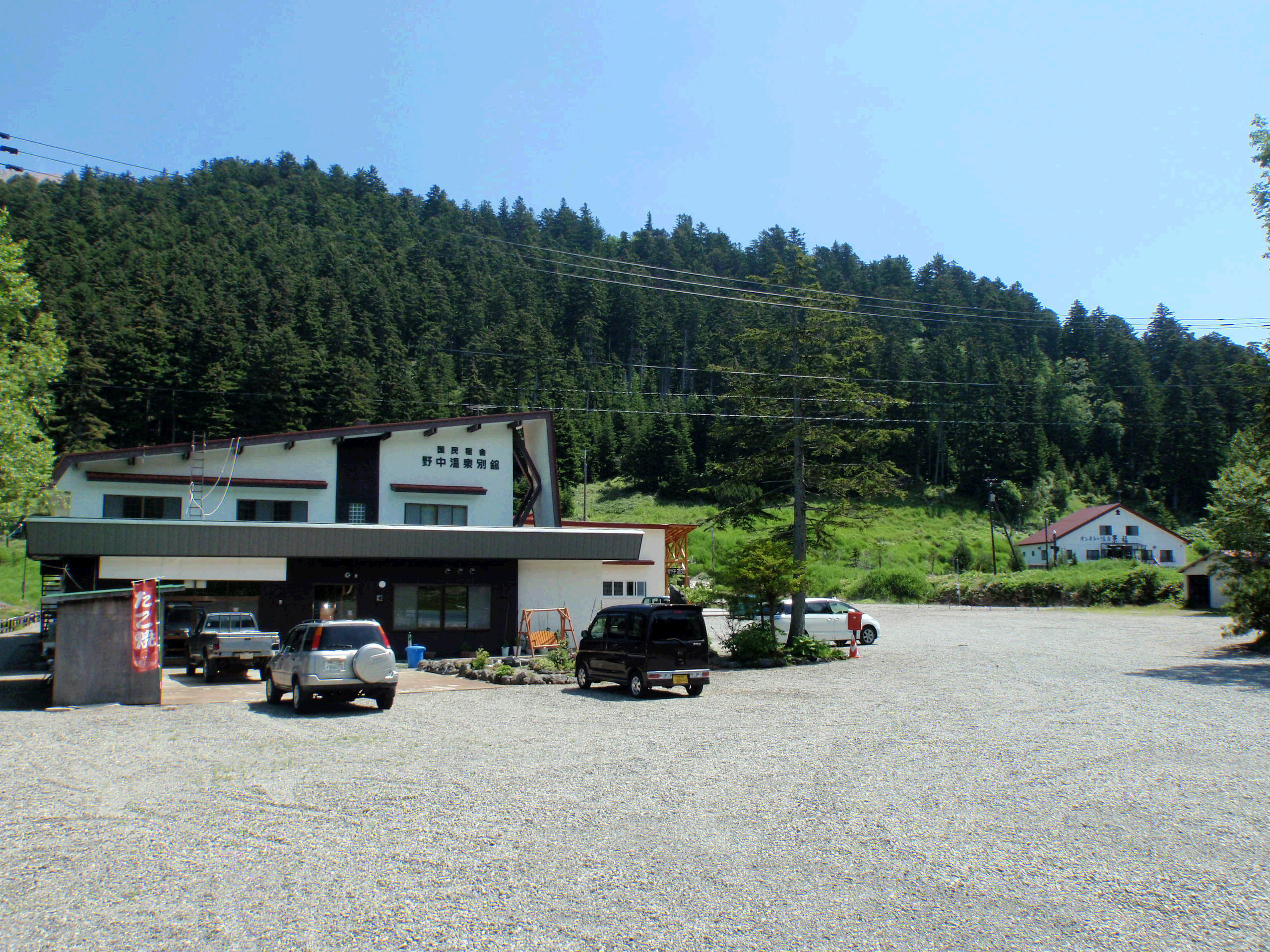
雌阿寒温泉

- ラワンブキ（北海道遺産）：日本一大きなフキ(蕗)
- 足形歩道
- 松山千春の生家

## 足寄町が舞台（ロケ地）となった作品
映画
- 『幸福の黄色いハンカチ』
- 『旅立ち〜足寄より〜』

## 出身有名人
- 鈴木宗男（参議院議員、元衆議院議員・新党大地代表）
- 松山千春（歌手・シンガーソングライター）
- 三井浩二（元プロ野球選手）
- 蓑島靖典（中央競馬会騎手）
- 石川知裕（元衆議院議員・妻は立憲民主党所属の衆議院議員石川香織）
- 野中正造（男性長寿世界一）
- 清水美穂（陸上競技選手）
- 村井智（チェロ奏者 元NHK交響楽団チェロ奏者）